# インデペンディエンテ・メデジン
デポルティーボ・インデペンディエンテ・メデジン（スペイン語: Deportivo Independiente Medellín）は、コロンビア第二の都市であるメデジンを本拠地とするサッカークラブである。2020シーズンはカテゴリア・プリメーラAに所属。
ホームスタジアムのエスタディオ・アタナシオ・ヒラルドはアトレティコ・ナシオナルと共用している。
愛称であるEl Rojo de la Montaña（The Red of the Mountain）は、メデジンが標高約1,500mの高地に位置することに由来している。

## 歴史
1913年11月14日創設。
1948年に創設された国内プロサッカーリーグに初年度から参加。
コパ・リベルタドーレスには1967年に初出場を果たした。同大会には2020年までに9回出場しており、最高位は2003年のベスト4である。

## ライバル

### アトレティコ・ナシオナル
同じメデジンを本拠地とするアトレティコ・ナシオナルとの対戦は、クラシコ・パイサ（Clásico Paisa、アンティオキア県ダービー）と呼ばれる。最初の対戦は1948年9月12日で、インデペンディエンテ・メデジンが3-0で勝利した。

### デポルティーボ・カリ
両クラブに地域的なライバル関係はないが、1912年創設のデポルティーボ・カリと、1913年創設のインデペンディエンテ・メデジンというコロンビアで最も歴史のあるクラブ同士の対戦であることから、クラシコ・デ・デカーノス（Clásico de Decanos、長老ダービー）と呼ばれる。

## タイトル

### 国内タイトル
- カテゴリア・プリメーラA（1948-）：6回
  - 1955, 1957, 2002後期, 2004前期, 2009後期, 2016前期
- コパ・コロンビア（1950-）：2回
  - 1981, 2019

- カンペオナート・ナシオナル・アマテウル（Campeonato Nacional Amateur）：7回
  - 1918, 1920, 1922, 1930, 1936, 1937, 1938

### 地域タイトル（アマチュア）
- Copa Jiménez Jaramillo：1回
  - 1923

- カンペオナート・デパルタメンタル（Liga Antioqueña - Primera A）：8回
  - 1937, 1938, 1939, 1941, 1942, 1943, 1944, 1945

### 国際タイトル
なし

## 現所属メンバー
2022年8月13日 現在
注：選手の国籍表記はFIFAの定めた代表資格ルールに基づく。
| No. | Pos. |              | 選手名                       |
| --- | ---- | ------------ | ---------------------------- |
| 1   | GK   | コロンビア   | アンドレス・モスケラ         |
| 2   | DF   | コロンビア   | ヘルマン・グティエレス       |
| 3   | DF   | コロンビア   | ビクトル・モレノ             |
| 4   | DF   | コロンビア   | ディディエ・ブエノ           |
| 5   | DF   | コロンビア   | アンドレス・カダビー         |
| 6   | MF   | コロンビア   | ダビド・ロアイサ             |
| 7   | MF   | コロンビア   | クリスティアン・マルーゴ     |
| 8   | MF   | アルゼンチン | アドリアン・アレギ ()        |
| 9   | FW   | アルゼンチン | ルシアーノ・ポンス           |
| 10  | MF   | コロンビア   | アンドレス・リカウルテ       |
| 12  | GK   | コロンビア   | ルイス・バスケス             |
| 13  | MF   | コロンビア   | ジャン・ピネダ               |
| 14  | FW   | ベネズエラ   | ホセ・マヌエル・エルナンデス |

| No. | Pos. |            | 選手名                         |
| --- | ---- | ---------- | ------------------------------ |
| 15  | MF   | コロンビア | ダニエル・トーレス             |
| 16  | MF   | コロンビア | ブラディミール・エルナンデス   |
| 17  | MF   | コロンビア | フェリペ・パルド               |
| 18  | MF   | コロンビア | イェシド・ディアス             |
| 20  | MF   | コロンビア | ミゲル・モンサルベ             |
| 21  | DF   | コロンビア | フアン・ギジェルモ・アルボレダ |
| 23  | MF   | ウルグアイ | オスカル・メンデス             |
| 24  | DF   | アルメニア | ジョルディ・モンロイ           |
| 26  | DF   | コロンビア | ユリアン・ゴメス               |
| 27  | FW   | コロンビア | ディベル・カンビンド           |
| 28  | DF   | コロンビア | ホルヘ・セグーラ               |
| 32  | GK   | コロンビア | ウェイマール・アスプリージャ   |

## 歴代所属選手

### GK
- レネ・イギータ 1999-2000

### DF
- ロベルト・カルロス・コルテス 1998-2003, 2005-2007, 2010-2011
- ルイス・ペレア 2000-2003
- ダニエル・サナブリア 2008

### MF
- ホセ・ペケルマン 1974-1978
- リオネル・アルヴァレス 1983-86
- カルロス・バルデラマ 1992-1993
- ダニルソン・コルドバ 2004-2008

### FW
- アドルフォ・バレンシア 1998-1999
- エルキン・ムリージョ 1999-2000
- フアン・パブロ・ピノ 2003-2007
- ジャクソン・マルティネス 2004-2009

## 歴代監督
- アレクシス・メンドーサ (2019)
- アルド・ボバディージャ (2019-2020)
- エルナン・ダリオ・ゴメス (2020-2021)
- フリオ・コメサーニャ (2021-2022)
- ダビド・ゴンサレス (2022-2023)
- セバスティアン・ボテロ (暫定) (2023)
- アルフレード・アリアス (2023-2024)
- アレハンドロ・レストレポ (2024-)